# 前田藤四郎
前田藤四郎（まえだとうしろう）は、鎌倉時代に作られたとされる日本刀（短刀）。日本の重要文化財に指定されており、東京都目黒区にある公益財団法人前田育徳会が所蔵する。

## 概要
鎌倉時代の刀工・藤四郎吉光（粟田口吉光）により作られた短刀である。粟田口則国あるいは国吉の子とされる吉光は、山城国粟田口派の刀工のうち最も著名であり、特に短刀や剣の名手として知られていた。前田藤四郎は吉光作の短刀としては標準的な体配であり、強いて言えば短い部類である。京都国立博物館主任研究員である末兼俊彦によれば、刃文と地鉄が他の吉光作短刀に共通する特徴通りであるため教科書的な名品であるが、一方で茎（なかご、柄に収まる手に持つ部分）が秋田藤四郎と同様に振袖風になっている点に本作の個性があると評している。
本作の名前の由来は、前田利家の次男に当たる前田利政が所持していたことによる。利政は能登七尾城主である大名であったが、関ヶ原の戦いの際に西軍に与して東軍側についた兄・利長を攻撃したため、戦後に改易され京都に隠棲していた。その後、利政の嫡男である直之が加賀金沢藩主である前田利常に召し抱えられ、直之の死後には小松城代として1万5千石を与えられた。以降も利政の家系は前田土佐守家として、加賀藩の筆頭重臣として明治維新まで続いた。本作は利常の召し抱えによる厚遇に報いて、直之が利常へ献上したものと考えられている。
なお、本作の当初の持ち主は利政ではなく利孝（利政の弟にあたり、後の上野七日市藩主）であるという説があるが、1812年（文化9年）3月に本阿弥長根が前田家蔵刀のお手入れをした報告書の中で、本作の鞘書に「前田三左衛門上　延宝八年十二月代百枚上ル」とあるのを根拠に「前田三左衛門（直之の通称名）上る」と記していることから誤りと考えられている。また、鞘書から1680年（延宝8年）12月に本阿弥家に金100枚の折り紙が付けられていることが判るが、その後も代付けは更に上がって5千貫にまで極められた。明治維新以降も加賀前田家に伝来し、1933年（昭和8年）1月23日には前田利為侯爵名義で国宝保存法による旧国宝に指定された。 そして、戦後の文化財保護法施行後には重要文化財に指定された。
2020年現在も加賀前田家の歴史資料を保存・研究を行う前田育徳会に伝わっており、2015年（平成27年）に公開されたPCブラウザ・スマホアプリゲームである『刀剣乱舞』において、刀剣男士として前田藤四郎をモデルとしたキャラクターが登場していることから注目を受けるようになった。同年に行われた加賀前田家の国宝を集めた企画展では、「前田藤四郎を展示しないのか」との問い合わせが約4千件と相次いだことから、石川県立美術館が前田育徳会と交渉し、2016年（平成28年）5月19日より53年ぶりに一般公開された。なお、展示会初日の来場者の大半は20代から30代の「刀剣女子」で占められた。

## 作風

### 刀身
刃長は24.5センチメートル、元幅は2.38センチメートル、反りは0.1センチメートル。目釘穴は二つで、指表に「吉光」の二字銘を切る。地鉄は小杢目（もくめ、木材の木目のような文様）詰まりで大肌まじる、切先（きっさき、刃の先端部分）には地鉄の中に黒く色の異なる地斑（じふ）という斑点があらわれ、全体で見ると棒映り（地に鎺（はばき）元から上へ向かって白く棒状にあらわれる映り）がある。